# مورو گروسا
مورو گروسا (ایتالیایی: Mauro Gerosa؛ زادهٔ ۹ اکتبر ۱۹۷۴ ‏(۵۰ سال)) دوچرخه‌سوار اهل ایتالیا است.